# تشارلز دينيسون
تشارلز دينيسون هو محامي وسياسي أمريكي، ولد في 23 يناير 1818 في وادي وايمينغ ‏ في الولايات المتحدة، وتوفي في 27 يونيو 1867 في ويلكس بار في الولايات المتحدة. نشط حزبياً في الحزب الديمقراطي. وقد انتخب عضو مجلس النواب الأمريكي ‏.